# ラーラ・ムスタファ・パシャ・モスク

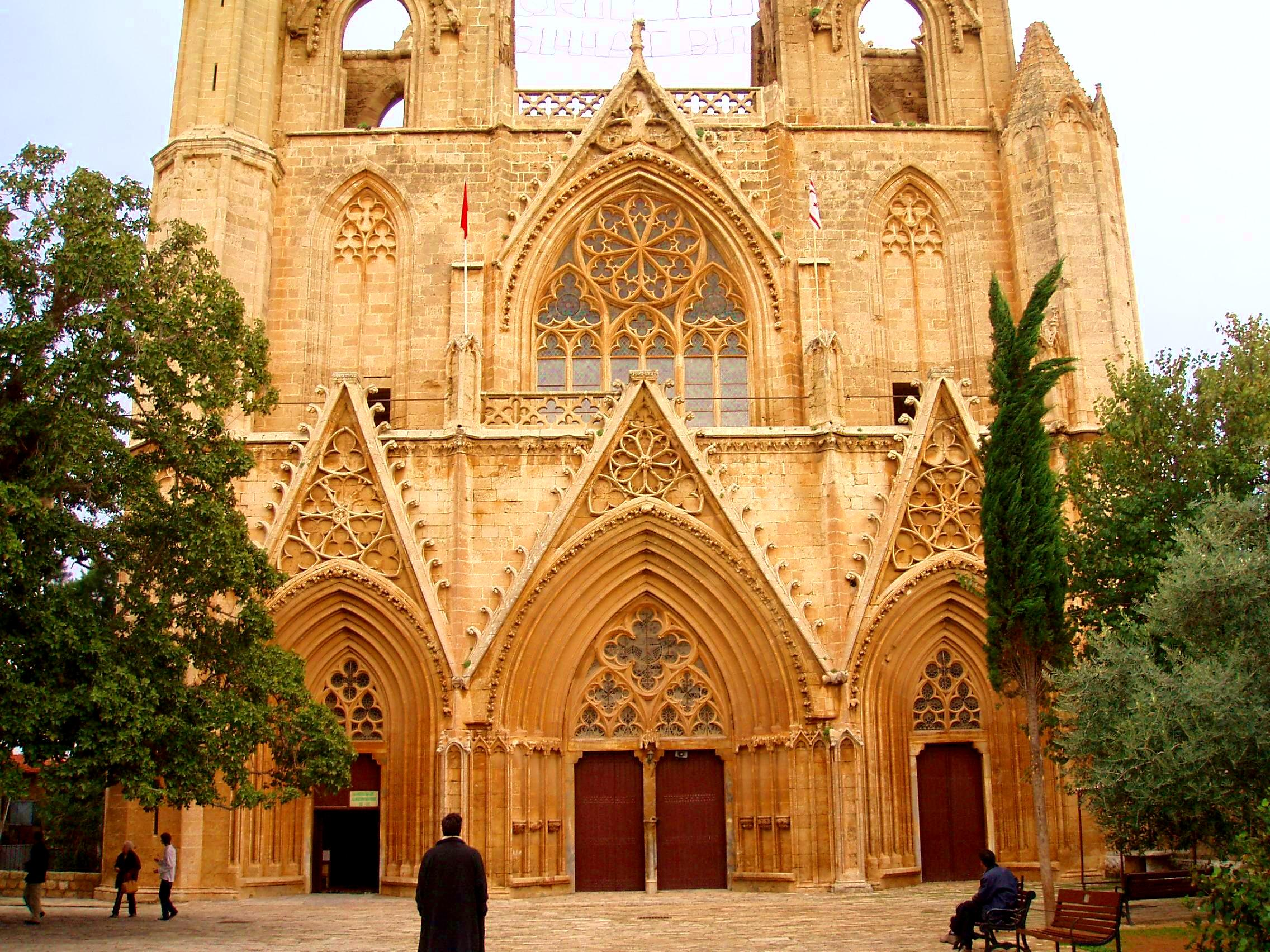
ラーラ・ムスタファ・パシャ・モスク

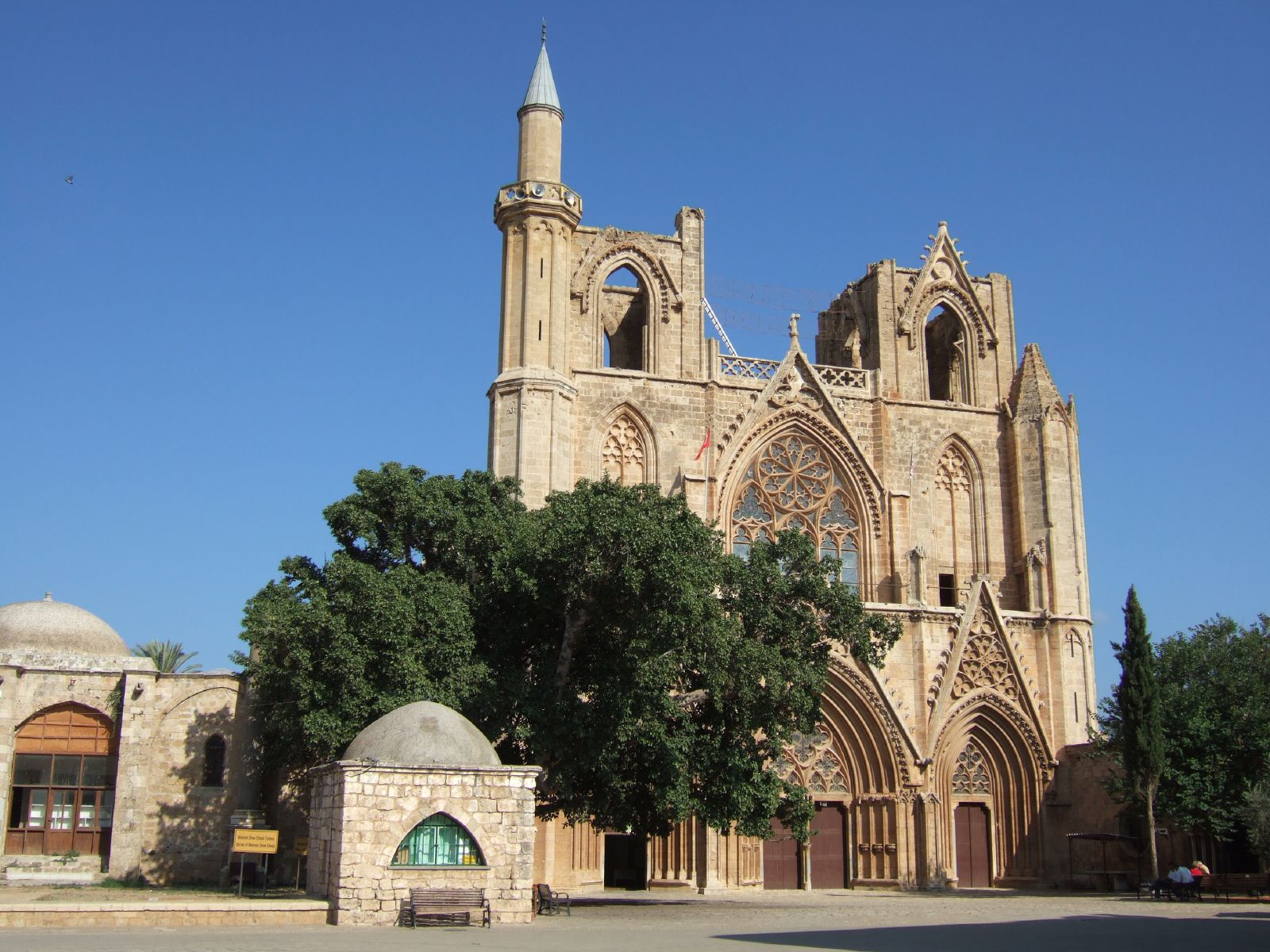
ラーラ・ムスタファ・パシャ・モスク。地震や戦争で崩壊した塔は、後にミナレットとなった

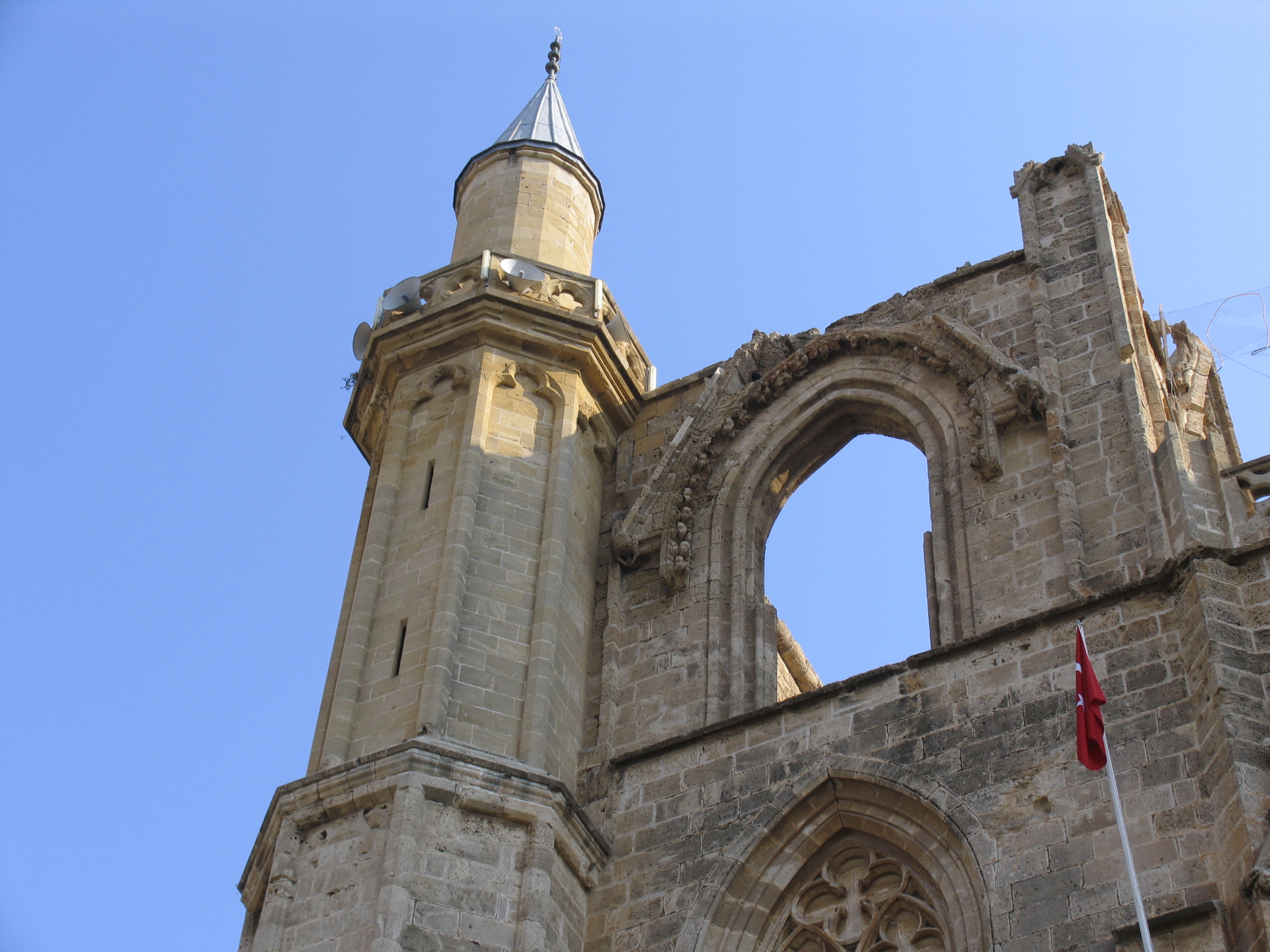
塔の部分の拡大

ラーラ・ムスタファ・パシャ・モスク　（Lala Mustafa Pasha Mosque）は、最初聖ニコラ大聖堂（フランス語:cathédrale Saint-Nicolas）の名前で建設され、のちにマグサのアヤソフィア・モスクという名で知られた、キプロス東部の都市ファマグスタ（マウサ、現在は「北キプロス・トルコ共和国」の支配下にある）にある中世期のゴシック様式の建造物。1298年頃から1400年頃にかけて建築され、1328年にキリスト教の大聖堂として奉納された。大聖堂は、1571年にファマグスタがオスマン帝国に陥落後、モスクに変えられた。

## 歴史
1190年から1489年までキプロス王国を支配した、フランスのリュジニャン家が故国のゴシック様式を持ち込んで建てた。当時の司教が奉納金を使い込んだという不運な出来事の後、司教ギィ・ディベリンは2万人のビザンツ人をその建設にあたらせたといわれる。リュジニャン家の王たちは、キプロス王としてニコシアの聖ソフィア大聖堂で戴冠し、エルサレム王として聖ニコラ大聖堂で戴冠した。
大聖堂は、フランス国外では非常に希な、フランボワイヤンと呼ばれる様式で建てられている。大聖堂の外観は、ランスにあるランス大聖堂に似ており、「キプロスのランス大聖堂」と言われた。3つの扉、2つの塔と平らな屋根を持つ、典型的な十字軍時代の建築物である。
2つの塔の最上部は、地震と1571年のオスマン軍の砲撃によりひどく損傷を受け、二度と修復されなかった。偶像崇拝を厳しく禁じるイスラム教の教義により、大聖堂内の像、十字架上のキリスト像、フレスコ画、絵画、墓石、ステンドグラスの窓といったもの全てが、取り除かれるか塗り込められた。ゴシックの外観と、北側路にわずかに見分けられるいくつかの墓石が保存されている。
モスクとなって以後は「マウサのアヤソフィア（聖ソフィア）・モスク」と呼ばれていたが、1954年、モスクの名は1570年のオスマン軍侵攻時の司令官ラーラ・ムスタファ・パシャにちなみ、『ラーラ・ムスタファ・パシャ・モスク』と再び変えられた。
座標: 北緯35度07分29秒 東経33度56分33秒 / 北緯35.124797度 東経33.942611度